# RAY (BUMP OF CHICKENのアルバム)
『RAY』（レイ）は、BUMP OF CHICKENのメジャー5作目（通算7作目）のオリジナルアルバム。2014年3月12日にトイズファクトリーから発売された。

## 概要
前作『COSMONAUT』から約3年3ヶ月ぶりとなるオリジナルアルバム。2013年10月29日に開催されたツアー「WILLPOLIS」の日本武道館公演のステージ上でリリースが発表された。タイトルの『RAY』は英語で「光線」を指す。
初回限定盤はミュージックビデオや2013年8月9日に行われたベストアルバム発売記念ライブの映像を収録したDVDが付属するほか、特典として初回限定盤および通常盤初回生産分に2014年3月31日に開催予定だった（同月20日に公式サイトにて藤原が肺気胸で入院していたことが判明し、延期になることが発表された）スタジオコースト公演チケット購入応募券と、同年7月31日開催予定の東京ドーム公演最速先行予約受付応募券が封入され、予約特典として外付けステッカーが付属する。
一般的なアルバム全体のイメージとしては、「虹を待つ人」や「ray」といったシンセサイザーやEDMなどが組み込まれている楽曲があるため、エレクトロな要素が強いと思われがちであるが、4曲目の「サザンクロス」以降になると、「友達の唄」や「ゼロ」といった2011年から2012年にかけてリリースされたシングル曲や、バンドの象徴的なロックサウンドの楽曲がほとんどであるため、これまでとは目立った変化がない部分もあり、新しくも今まで通りのBUMP OF CHICKENのアルバムといえる。
2014年1月14日に全収録曲が公表された際には、公式サイトおよび一部の音楽サイトでは「ray」が12曲目となっていたが実際には3曲目に収録されている。
タワーレコードの年間チャート「2014ベストセラーズ」邦楽総合アルバム部門にて1位を獲得した。

## 収録内容
| 全作詞・作曲: 藤原基央、全編曲: BUMP OF CHICKEN。 |                      |          |            |      |
| #                                                 | タイトル             | 作詞     | 作曲・編曲 | 時間 |
| 1.                                                | 「WILL」             | 藤原基央 | 藤原基央   | 3:48 |
| 2.                                                | 「虹を待つ人」       | 藤原基央 | 藤原基央   | 3:59 |
| 3.                                                | 「ray」              | 藤原基央 | 藤原基央   | 5:06 |
| 4.                                                | 「サザンクロス」     | 藤原基央 | 藤原基央   | 4:12 |
| 5.                                                | 「ラストワン」       | 藤原基央 | 藤原基央   | 4:42 |
| 6.                                                | 「morning glow」     | 藤原基央 | 藤原基央   | 4:48 |
| 7.                                                | 「ゼロ」             | 藤原基央 | 藤原基央   | 6:55 |
| 8.                                                | 「トーチ」           | 藤原基央 | 藤原基央   | 4:17 |
| 9.                                                | 「Smile」            | 藤原基央 | 藤原基央   | 8:17 |
| 10.                                               | 「firefly」          | 藤原基央 | 藤原基央   | 5:28 |
| 11.                                               | 「white note」       | 藤原基央 | 藤原基央   | 3:22 |
| 12.                                               | 「友達の唄」         | 藤原基央 | 藤原基央   | 6:14 |
| 13.                                               | 「(please) forgive」 | 藤原基央 | 藤原基央   | 5:00 |
| 14.                                               | 「グッドラック」     | 藤原基央 | 藤原基央   | 7:04 |
| 合計時間:                                         | 合計時間:            | 77:35    |            |      |

| #   | タイトル                                                   | 作詞 | 作曲・編曲 |
| --- | ---------------------------------------------------------- | ---- | ---------- |
| 1.  | 「虹を待つ人」(Music Video)                                |      |            |
| 2.  | 「ゼロ」(Music Video)                                      |      |            |
| 3.  | 「Smile」(Music Video)                                     |      |            |
| 4.  | 「firefly」(Music Video)                                   |      |            |
| 5.  | 「友達の唄」(Music Video)                                  |      |            |
| 6.  | 「グッドラック」(Music Video)                              |      |            |
| 7.  | 「Stage of the ground」(2013.8.9 Live at QVC Marine Field) |      |            |
| 8.  | 「firefly」(2013.8.9 Live at QVC Marine Field)             |      |            |
| 9.  | 「虹を待つ人」(2013.8.9 Live at QVC Marine Field)          |      |            |
| 10. | 「プラネタリウム」(2013.8.9 Live at QVC Marine Field)      |      |            |
| 11. | 「花の名」(2013.8.9 Live at QVC Marine Field)              |      |            |
| 12. | 「ダイヤモンド」(2013.8.9 Live at QVC Marine Field)        |      |            |
| 13. | 「星の鳥〜メーデー」(2013.8.9 Live at QVC Marine Field)    |      |            |
| 14. | 「K」(2013.8.9 Live at QVC Marine Field)                   |      |            |
| 15. | 「天体観測」(2013.8.9 Live at QVC Marine Field)            |      |            |

## 楽曲解説
1. WILL
インストゥルメンタル曲。2012年の『GOLD GLIDER TOUR』のオープニング曲として使用された「GOLD」が原型となっている。
2. 虹を待つ人
1st配信限定シングル。
特記はないがアルバムバージョンである。冒頭のシンセサイザーによる音が、シングルと比べてボリュームが大きくなっている。そのため「WILL」と音が繋がっているように聞こえる。
3. ray
BUMP OF CHICKENとしては初のアルバムタイトル曲。当初は「記憶の光芒」というタイトルだったが、堅さを取りたかったため「光芒」の意味を含む「ray」とした[9]。なお、アルバムタイトルはこの曲の完成後に考案されている[10]。
2013年のツアー「WILLPOLIS」の日本武道館公演にてサプライズとして初演奏された。また、リリースに先駆けて2014年2月18日に「SCHOOL OF LOCK!」にて放送された。
ミュージックビデオが撮影され、2014年3月7日にバンドのYouTube公式チャンネルにて公開された。このミュージックビデオのディレクターは東市篤憲（A4A）が担当した。
本作収録のオリジナルバージョンに加えて、初音ミクとコラボレーションしたバージョンも制作されており、こちらは「BUMP OF CHICKEN feat. HATSUNE MIKU」名義で本作発売日に配信限定でリリースされた。BUMP OF CHICKENとしては初のフィーチャリング・アーティストとなる。なお、初音ミクのプログラミングについては、BUMP OF CHICKENと同レーベルのトイズファクトリーに所属するkz（livetune）が担当している[11]。
2014年7月、テレビ朝日『ミュージックステーション』3時間スペシャルで「虹を待つ人」と共に演奏された。地上波のテレビでの楽曲の披露はこれが初めてとなった。
2015年にはこの曲で第66回NHK紅白歌合戦に初出場した。
バンドとしてのテレビ出演は少ないが、本楽曲は4回テレビで披露されている(「ミュージックステーション」「SONGS」「NHK紅白歌合戦」「CDTVライブ!ライブ! 」)。
4. サザンクロス
「ray」と同じく、SCHOOL OF LOCK!にて2014年3月4日に放送された。
本作の収録曲の中では「(please) forgive」に次いで古い曲で、2010年12月28日に録音された[12]。
曲のテンポの速さを示すテンポが216であり、BUMP OF CHICKENのすべての曲の中で2番目に高い数値となっている。
2014年のツアー「WILLPOLIS 2014」で演奏された後ライブでは演奏されていなかったが、2021年のスタジオライブ「Silver Jubilee」、2023年に行われたアリーナツアー「be there」で演奏された。
5. ラストワン
イントロが2本のギターで形成されている[13]。
本作の中では唯一ライブ映像が公開されていない楽曲である。
6. morning glow
インディーズの頃の未発表曲と題名が同じだが、関連性があるのか、それとも偶然被ったのかは不明。ただし、この曲自体は前作「COSMONAUT」のレコーディング中に制作したと語っており[14]、少なくともインディーズ時代の未発表曲とは別の曲である。
本作の発売直後に行われたツアー「WILLPOLIS 2014」では演奏されなかったが、翌2015年の夏に行われた「Special Live 2015」で初演奏された。
7. ゼロ
21stシングル。
8. トーチ
2014年3月の1ヶ月限定で復活した「SCHOOL OF LOCK!」のコーナー「BUMP LOCKS!」の1回目の放送（3月6日）で放送された。
9. Smile
20thシングルだが、本作には「ゼロ」のカップリングとなったバンドバージョンが収録されている。
10. firefly
23rdシングル。
11. white note
本作の中では最も短い曲である。
12. 友達の唄
19thシングル。
13. (please) forgive
本作の収録曲の中では最も古く、2009年に録音された[15]。前作『COSMONAUT』に収録される予定だったが、収録時間の関係で削られた[16]。
14. グッドラック
22ndシングル。

- 隠しトラック（15曲目）に「SHODO ～書道～」が収録されている。無音が3分12秒続いた後に始まる。隠しジャケットは1枚重なった黒いシートの中にあり、歌詞は無く白いシートに墨汁が1滴落ちている。また、この墨汁をスマートフォン専用ARアプリ「BOC-AR」で読み取ると、さらに新たな隠しトラックが再生される仕掛けとなっている。

### 2013.8.9 Live at QVC Marine Field
2013年8月9日にQVCマリンフィールドにて開催された、同年7月3日のベストアルバム発売を記念したライブ映像が収録される。ただし、『プラネタリウム』の前に演奏された『オンリー ロンリー グローリー』、『K』の前に演奏された『カルマ』、そしてアンコールの『ガラスのブルース』は収録されていない。

## ブックレット
ブックレットのイラストに、スマートフォン専用アプリ「BOC-AR」をかざすと、AR（拡張現実）の空間でイラストが動き出すようになっている。同アプリはバンドとAR三兄弟が共同プロデュースしたもので、App Storeなどで公開されている（ただし2018年8月時点では一部バージョンの端末で使用できなくなっている）。
イラストは、ツアー「WILLPOLIS 2014」などでオープニングアニメーションを制作した山崎貴によるもので、ARのストーリーはバンド側と山崎、そしてAR三兄弟が全員で会議して決めたという。
なおブックレットのイラストはB.D.風(全て大文字のフランス語)となっており、これは「GOLD GLIDER TOUR」のオープニング映像のキャラクター原案を務めた故メビウス氏の作品を意識したものであると思われる。

## LIVE
アルバム発売後まもなくの2014年4月5日より、本作発売に伴うアリーナツアー『WILLPOLIS 2014』がスタートした。本来は3月31日に新木場スタジオコースト公演『BUMP OF CHICKEN Live at STUDIO COAST』が開催される予定であったが、藤原が肺気胸で入院したため、新木場公演のみツアーファイナル直前の7月15日まで延期された。
『WILLPOLIS』というツアータイトルは、前年に発売した初のベストアルバムに伴うツアーのタイトルをそのまま継承しており、複数の音源発売を挟むものとしては初めて同じツアータイトルとなった。
2014年7月31日に東京ドームで行われたツアーファイナルは、「ゼロ」ではタイアップとなっている『ファイナルファンタジー零式』の映像が投影され、「Smile」では本作のアーティスト写真を手がけた写真家の蜷川実花と、フラワーアーティスト東信による新作映像が用いられたほか、「ray」は初音ミクとのコラボバージョンがライブ初披露となるなど、集大成とも言える演出を多数盛り込んだものとなった。ライブの最後には、ツアー終了翌日にリリースを控えていた新曲「You were here」を初披露、ライブは約3時間に渡るものとなった。
なお、バンド初のドーム公演となったファイナルに向けて、7月24日には「BUMP OF CHICKEN TOUR "WILLPOLIS 2014" FINAL」の特設ウェブサイトが開設され、当日は公演に集まったファンの様子の写真がリアルタイムで更新された。
今ツアーの模様は、ドキュメンタリー作品『BUMP OF CHICKEN WILLPOLIS 2014』として2015年2月4日にリリースされており、前述の東京ドーム公演を中心に収録されている。またこの作品のリリースに先駆けて、ドキュメンタリー映画『BUMP OF CHICKEN "WILLPOLIS 2014" 劇場版』が2014年12月5日から2週間限定で公開された。